# Paper Mario
Paper Mario, в Японии известная как Mario Story (яп. マリオストーリー Марио Суто:ри:) — видеоигра выпущенная Nintendo в 2000 году для приставки Nintendo 64. Игра является первой в своей серии (Paper Mario). Идея игры состоит в том, что все окружающее пространство представляет собой трехмерность, а вот персонажи являются «двумерными» как лист бумаги.
В 2004 была выпущена вторая игра серии Paper Mario: The Thousand-Year Door для Nintendo Gamecube, в 2007 году — Super Paper Mario для Nintendo Wii и в 2012 — Paper Mario: Sticker Star на Nintendo 3DS. В конце 2015 года на Nintendo 3DS вышла Mario & Luigi: Paper Jam Bros, коллаборация с другой серией ролевых игр про Марио - Mario & Luigi. В конце 2016 года на Wii U появилось продолжение серии, Paper Mario: Color Splash. В 2020 была выпущена Paper Mario: The Origami King для Nintendo Switch.

## Игровой процесс
Игра Paper Mario сочетает традиционные для ролевой игры элементы с концепциями и особенностями серии Mario. В большой части игры игрок контролирует Марио, который может прыгать и использовать свой молот для преодоления физических препятствий, помещенных на основной карте игры. Многие головоломки и ограничения игры основаны на возможностях партнеров Марио, каждый из которых обладает специальным навыком, необходимым для прогресса по игре. Игрок собирает партнеров по мере продвижения по сюжету игры; но только один партнер может сопровождать Марио, хотя игрок может их менять в любой момент.
Эти же персонажи также помогают Марио в пошаговых битвах, где нанесенный им урон приводит к их временному параличу, поскольку они не имеют собственных очков здоровья. Атаки в игре аналогичны атакам в традиционных RPG, хотя игрок может влиять на силу атаки или обороны, вовремя нажав кнопку в нужный момент или точно выполнив какое-либо другое действие по мере необходимости. Марио и его партнеры имеют ограниченные способности к выполнению специальных действий, при этом каждое из них потребляет определенное количество «цветочных очков» при выполнении. Количество цветочных очков может быть увеличено за счет получения в бою «очков звёзд» — которые функционируют как очки опыта — для повышения уровня. Игрок может найти в игровом мире спрятанные боевые улучшения, которые позволяют улучшить персонажа-партнера на один ранг.
Продвижение по сюжету игры зависит от взаимодействия с неигровыми персонажами, которые часто предлагают подсказки или описывают следующее событие в истории. Как и в других ролевых играх, игрок может находить или приобретать предметы у неигровых персонажей; предметы помогают и в боях и вне боев. Также можно собирать значки, которые дают различные бонусы, начиная от дополнительных движений и заканчивая постепенным восстановлением здоровья во время боя; каждый потребляет определенное количество «очков значков» (англ. Badge Points), то есть Марио может надевать только ограниченное количество значков одновременно. В определенные моменты игры появляется возможность игры за Принцессу Пич в качестве повторяющегося дополнительного квеста.

## Сюжет
Одним утром Марио получает письмо от принцессы Пич, в котором находилось приглашение на праздник во дворец принцессы. Марио со своим братом Луиджи приходит в замок, но через некоторое время неожиданно для всех дворец взлетает в воздух. В этот момент через окно во дворец врывается Боузер, который построил огромный летающий замок прямо под дворцом принцессы. Используя волшебную палочку, украденную из звёздного рая, он быстро расправляется с Марио и выбрасывает его из окна.

## Восприятие критикой
| Сводный рейтинг    | Сводный рейтинг   |
| Агрегатор          | Оценка            |
| ------------------ | ----------------- |
| GameRankings       | 88,81 %           |
| Metacritic         | 93/100            |
| Иноязычные издания |                   |
| Издание            | Оценка            |
| EGM                | 9,5/10            |
| Награды            |                   |
| Издание            | Награда           |
| EGM                | Game of the Month |